# نيلسون دياز (محامي)
نيلسون دياز (بالإنجليزية: Nelson Diaz)‏ هو قاضي ومحامي أمريكي، ولد في 1948.

## وصلات خارجية
- نيلسون دياز على موقع إن إن دي بي (الإنجليزية)